# Ripač
Ripač je naseljeno mjesto u gradu Bihaću, Federacija Bosne i Hercegovine, BiH.

## Zemljopis
Nalazi se na desnoj obali Une, sedam kilometara uzvodno od Bihaća.

## Povijest
Prema arheološkim saznanjima na lokalitetu Ripča može se potvrditi postojanje prvih naseobina oko Bihaća u ranom brončanom dobu oko 3100. – 2000. godine pr. Kr. Među ilirskim plemenima koji su naseljavali područje Balkana, svakako spadaju Japodi koji su naseljavali veliki prostor obuhvatajući srednji tok rijeke Une kod Bihaća, današnju Liku i Gorski kotar i dio Slovenije. Granica japodskih plemena na istoku išla je desnom obale Une obuhvatajući dijelove Grmeča između Bihaća i Bosanske Krupe, a istočni susjedi su im bili Mezeji.
Nalazište govori o urbanom naselju sojenica, o čemu svjedoče ostaci kolčeva sačuvanih u sedrastom koritu Une. Pronađeno je oko 2.500 komada ovih kolčeva. Oni su uglavnom činili pravokutnu formu veličine 12 x 6 metara između kojih su se nalazili uski prolazi, kao neki vodni putevi. Ove sojenice na Uni kod Ripča i na slapu Bukva kod Lohova bile su izgrađene od drveta na hrastovim kolčevima koji su bili dosta duboko „zabijeni“ u korito rijeke. Pored toga, uočeno je i postojanje platformi. Zidovi ovih drvenih kuća su s unutrašnje strane bili oblijepljeni ilovačom, dok je krov bio od slame. 

## Stanovništvo

### Popisi 1971. – 1991.
| Ripač              |                |                |                |
| godina popisa      | 1991.          | 1981.          | 1971.          |
| Muslimani          | 1.297 (75,23%) | 1.110 (64,83%) | 1.045 (71,77%) |
| Srbi               | 339 (19,66%)   | 341 (19,91%)   | 263 (18,06%)   |
| Hrvati             | 12 (0,69%)     | 14 (0,81%)     | 74 (5,08%)     |
| Jugoslaveni        | 70 (4,06%)     | 237 (13,84%)   | 57 (3,91%)     |
| ostali i nepoznato | 6 (0,34%)      | 10 (0,58%)     | 17 (1,16%)     |
| ukupno             | 1.724          | 1.712          | 1.456          |

### Popis 2013.
| Ripač              |                |
| godina popisa      | 2013.          |
| Bošnjaci           | 1.279 (97,19%) |
| Hrvati             | 13 (0,99%)     |
| Srbi               | 5 (0,38%)      |
| ostali i nepoznato | 19 (1,44%)     |
| ukupno             | 1.316          |

## Vanjske poveznice
- Satelitska snimka  Arhivirana inačica izvorne stranice od 11. svibnja 2021. (Wayback Machine)